# آراپیک باغداساریان
آراپیک باغداساریان (ارمنی: Արապիկ Բաղդասարեան؛ ۱۹۳۹–۱۹۸۵) کاریکاتوریست، طراح گرافیک، کارگردان و مترجم ارمنی‌تبار اهل ایران بود.

## زندگی
آراپیک باغداساریان در (۲۵) اوت ۱۹۳۹ (شهریور ۱۳۱۸) در ساری به دنیا آمد. تحصیلاتش را در دانشکده هنرهای زیبای دانشگاه تهران در رشتهٔ نقاشی به پایان رساند و حدود یک سال را در زمینه گرافیک در فرانسه به مطالعه گذراند. به‌دلیل علاقه و مهارتش، در زمینه‌های کاریکاتور، گرافیک و تصویرسازیِ کتاب فعالیت کرد. اما شهرت آراپیک بیشتر به‌جهت کارگردانی فیلم‌های کوتاه، داستانی و انیمیشن است. او از بانیان بخش فیلم‌سازی کانون پرورش فکری کودکان و نوجوانان محسوب می‌شود.
وی در ۳۱ اکتبر ۱۹۸۵ (۹ آبان ۱۳۶۴) در سن ۴۶ سالگی درگذشت.

## کاریکاتور
کاریکاتورهای آراپیک باغداساریان در یکی دو مجلهٔ معتبر آن زمان ازجمله مجله نگین با نام مستعار پطروس کارامیان منتشر می‌شد و تا سال‌ها کسی از هویت واقعی خالق آن‌ها خبر نداشت. رویین پاکباز در دائرةالمعارف هنر، باغداساریان را هنرمندی آگاه، تیزبین و چیره‌دست معرفی می‌کند و می‌افزاید: او در زمان خود، چنان‌که باید شناخته نشد. او در زمینه‌های مصورسازی و طراحی کتاب، نقاشی متحرک، پوستر، و هنر تبلیغات فعالیت می‌کرد؛ ولی بیشتر به طنزنگاری و کاریکاتور علاقه داشت. او طنز سیاه را وسیله‌ای مناسب برای بیان انسان‌دوستی و حساسیت‌های اجتماعی خود یافت. در این زمینه، شیوه‌های استادان طنزنگار قدیم و جدید را می‌آزمود؛ و بیش از هر چیز به تأثیر اجتماعیِ تصویرهایش اهمیت می‌داد. تصاویر او چون بیانیه‌های کوبنده‌ای بودند که نه فقط ظلم و اختناق، که حماقت و توهم را محکوم می‌کردند.

## طرّاحیِ گرافیک
باغداساریان در کانون پرورش فکری کودکان و نوجوانان و سپس در مؤسسه انتشارات فرانکلین به کار گرافیک و تصویرسازیِ کتاب پرداخت. او به همراه نورالدین زرین‌کلک و ابراهیم حقیقی در پیشبرد مؤثر سفارش‌های گرافیکِ آتلیهٔ گرافارم در فاصله سال‌های ۱۳۶۳ تا ۱۳۶۷ نقش فعال و مؤثری داشت. عمدهٔ فعالیت‌های آتلیهٔ گرافارم در آن ایام در زمینهٔ طرح ژنریک دارو بود که کارخانجات داروپخش و انجمن داروسازان نظام پزشکی از پیشگامان آن بودند. آراپیک در پیش از انقلاب سال ۱۳۵۷ نیز در کنار گروهی از دانشجویان دانشکده هنرهای زیبا که پوسترهایی را برای انقلاب خلق می‌کرده‌اند حضور داشته است.
فیلم و انیمیشن
- حوزهٔ استحفاظی (۱۳۵۰)، فیلم کوتاه. نام قبلی این فیلم تهران کیلومتر ۱۰۰ بود. این فیلم در سال ۱۳۵۱ تولید اما توقیف شد و پس از پیروزی انقلاب در سال ۱۳۵۸ به نمایش درآمد.
- وزنه‌بردار (۱۳۵۰)، انیمیشن.
- گرفتار (۱۳۴۹)، انیمیشن.
- نان و کوچه (۱۳۴۹)، فیلم کوتاه - دستیار کارگردان. در این فیلم که توسط عباس کیارستمی ساخته شد، دستیار او بود.
- گرفتار (۱۳۵۱)، فیلم کوتاه.[۱۰][۱۱][۱۲]

## ترجمه
آراپیک در اواخر عمر کوتاه خود، به ترجمه و انتشار کتاب‌های هنری پرداخت. برخی از این کتاب‌ها دارای جنبه آموزشی در حوزه طراحی بودند که شامل دو کتاب: شیوه طراحی با قلم و مرکب، و شیوه یادگیری طراحی نوشته خوزه پارامون است که توسط انتشارات بهار در سال ۱۳۶۵ منتشر شدند. از نمونه‌های دیگر ترجمه او می‌توان به کتاب هشتاد تصویر از تندیس‌های گلی (انقلاب دهقانی چین) در سال ۱۳۶۴ اشاره کرد.

## بنیان‌گذاری
باغداساریان از پایه‌گذاران بخش فیلم‌سازی کانون پرورش فکری کودکان و نوجوانان زیر نظر نورالدین زرین‌کلک بود. این هنرمند از هم‌دوره‌ای‌های فرشید مثقالی، علی‌اکبر صادقی و مرتضی ممیز است که در کانون، سبک و سیاق ساخت فیلم‌های انیمیشن را متحول کردند. همچنین او از بنیانگذاران «تالار عبید» دانشگاه تهران بود، و برخی از طرح‌های خود را در آنجا به نمایش گذاشت.

## جوایز
نخستین تجربه‌های فیلم‌سازی آراپیک باغداساریان، برای او جوایزی جهانی را به ارمغان آورد. او برای انیمیشن گرفتار تشویق‌نامه هیئت داوران جشنوارهٔ بین‌المللی کودکان و نوجوانان، و عنوان بهترین فیلم کوتاه ۳۵ میلیمتری را از جشنواره پاریس دریافت داشت. وی همچنین برای فیلم گرفتار عنوان بهترین فیلم را از جشنواره فیلم تامپره در فنلاند کسب کرده است.